# Леженкіна Ольга
Ольга Леженкіна (23 січня 1984) — українська волейболістка, зв'язуюча.

## Із біографії
Вихованка запорізької волейбольної школи. Виступала у складі «Орбіти», «Хіміка», «Аланти» і команди з Ізраїлю, Казахстану, Польщі, Фінляндії та Кіпру. Майстер спорту України.

## Клуби
| Роки      | Команди                    |
| --------- | -------------------------- |
| 2005—2006 | ЗДІА (Запоріжжя)           |
| 2006—2007 | «Маккабі» (Раанана)        |
| 2007—2008 | «Астана»                   |
| 2007—2008 | «Орбіта» (Запоріжжя)       |
| 2007—2008 | АЗС (Білосток)             |
| 2008—2011 | «Хімік» (Южне)             |
| 2011—2012 | «Іртиш-Казхром» (Павлодар) |
| 2013—2014 | «Пієксямякі»               |
| 2015—2017 | АЕЛ (Лімасол)              |
| 2016—2017 | «Політехніка» (Ополе)      |
| 2017—2018 | «Орбіта» (Запоріжжя)       |
| 2018—2019 | «Хапоель» (Кір'ят-Ата)     |
| 2019—2021 | «Аланта» (Дніпро)          |
| 2021—2022 | «Неа Саламіна» (Фамагуста) |
| 2022—2023 | «Аполон» (Лімасол)         |
| 2023—     | «Коуріс Еріміс» (Лімасол)  |

## Досягнення
- Чемпіон України (1): 2011

## Статистика
Статистика виступів в єврокубках:
| Сезон   | Клуб               | Турнір        | Ігри | Сети | Очки | Ср. | Примітки |
| ------- | ------------------ | ------------- | ---- | ---- | ---- | --- | -------- |
| 2010/11 | «Хімік» (Южне)     | Кубок виклику |      |      |      | ,   |          |
| 2022/23 | «Аполон» (Лімасол) | Кубок виклику | 1    | 1    | 1    | 1   |          |